# خواكين فيلازكيز دي ليون
خواكين فيلازكيز دي ليون هو كاتب وعالم ودبلوماسي ومحامي وسياسي مكسيكي، ولد في 16 مارس 1803 في مدينة مكسيكو في المكسيك، وتوفي في 8 فبراير 1882 في Tacuba, Mexico City ‏ في المكسيك.